# زنجبیل (سرده)
زنجبیل  (نام علمی: Zingiber) نام یک سرده از تیره زنجبیلیان است.